# Penggawa Lima Ilir
Penggawa Lima Ilir is een bestuurslaag in het regentschap Lampung Barat van de provincie Lampung, Indonesië. Penggawa Lima Ilir telt 1374 inwoners (volkstelling 2010).